# Лагмон
Лагмо́н (тадж. Лағмон) — село у складі Хатлонської області Таджикистану. Адміністративний центр Кулобського джамоату Кулобського району.
Село розташоване на річці Кулобдар'я.
Назва означає лагман (таджицька страва).
Населення — 3498 осіб (2010; 3530 в 2009, 1829 в 1980).
Національний склад станом на 1980 рік — таджики.